# Naturschutzgebiet Ruhraue Hattingen Winz
Das Naturschutzgebiet Ruhraue Hattingen Winz ist ein rund 119 Hektar, also knapp 1,2 km² großes Naturschutzgebiet an der Ruhr in Nordrhein-Westfalen, Deutschland. Es befindet sich vollständig in der Gemarkung Winz im Südwesten des Stadtteils Winz-Baak von Hattingen. Das NSG liegt in einer Flussschlinge und umfasst einen von Grünland geprägten Auenbereich, der sich über rund fünf Kilometer entlang des Ufers auf der rechten bzw. nördlichen Ruhrseite erstreckt.
Eingerichtet wurde das Schutzgebiet im Zuge der Landschaftsplanaufstellung des Ennepe-Ruhr-Kreises 1998. Es trägt die Objektkennung EN-010 und sein CDDA-Code lautet 324013.

## Gebiet
Das NSG Ruhraue Hattingen-Winz gehört zur naturräumlichen Einheit des Ruhrtals. Im Gebiet gibt es einen Höhenunterschied von 34 Metern. Der höchste Geländepunkt liegt im Osten innerhalb eines rund 4 ha großen Laubmischwaldbereichs am Knäppchen. Den tiefsten Punkt bildet der Wasserspiegel der Ruhr; bei Hochwasser werden einige Teile des Gebiets überflutet. Das Flussufer im NSG ist seit der Schiffbarmachung der Ruhr im 18. Jahrhundert durchgängig – mit Ausnahme eines kleinen Abschnitts im Nordwesten – mit Steinschütt-Buhnen versehen. Sie ragen bis zu 50 Meter weit in den Fluss hinein und sind überwiegend mit Stauden, z. T. mit Gehölzen bewachsen. Die Buhnen gehören ebenso wie die beruhigten, an einigen Stellen verlandenden Wasserzonen dazwischen vollständig zum Naturschutzgebiet.
Weite Teile des Schutzgebiets dienten im 20. Jahrhundert der Trinkwassergewinnung. Nachdem diese Nutzung  aufgegeben worden war, etablierten sich im Auenbereich teils illegale Naherholungsnutzungen. Problematisch war über mehrere Jahre neben wildem Campieren und Grillen vor allem die hohe Zahl freilaufender Hunde, die Brutvögel aufscheuchten und vertrieben.
1995 ging die Fläche in der Ruhrschleife von der Gelsenwasser AG in den Besitz des Landes NRW über. Bis 1999 wurden wesentliche Maßnahmen zur Renaturierung umgesetzt. Unter anderem wurden Spundwände der alten Filterbecken entfernt, neue flache Flutmulden im Gelände angelegt und einige Gehölzgruppen gepflanzt. 1998 wurde das Gebiet vom Ennepe-Ruhr-Kreis unter Naturschutz gestellt.
Bis heute durchzieht die Anlage eines rund 1,8 km langen Flutkanals mit begleitendem Gehölzbestand den Süd- und Südwestteil des Gebiets. Die im Nordwesten gelegenen ehemaligen Filterbecken sind jetzt renaturierte Stillgewässer, die auch von Amphibien zum Laichen genutzt werden.
Mehrere Hochspannungs-Freileitungen queren das Gebiet; einige Masten stehen innerhalb der Schutzgebietsfläche.

## Schutzziele
Bei diesem Gebiet handelt sich um einen großflächigen, nur extensiv genutzten Abschnitt der Ruhrauen, in dem über 120 Vogelarten rasten und/oder brüten. Der Anteil gefährdeter Arten ist hoch.
Wegen seiner Seltenheit und besonderen Eigenart sind die vorrangigen Schutzziele für das NSG:
- die Erhaltung von Lebensgemeinschaften und Lebensstätten wildlebender, z. T. gefährdeter Pflanzen- und Tierarten,
- die Wiederherstellung und Entwicklung einer typischen Auenlandschaft mit der Anlage eines Auenwaldes.[6]

## Tourismus
Ein großer Teil des Gebiets wird seit Ende des 20./Anfang des 21. Jahrhunderts durch eine Herde halbwilder Heckrinder beweidet und ist für Besucher nicht zugänglich. Die eingezäunten Bereiche können teilweise im Rahmen von Führungen betreten werden. Diese finden allerdings nur außerhalb der Brutzeiten und unregelmäßig statt.
Einen guten Blick über den Winzer Ruhrbogen und das Naturschutzgebiet bietet am gegenüberliegenden südlichen Ruhrufer der Isenberg, auf dem sich die Isenburg befindet. Am Südufer verläuft außerdem ein ausgebauter und intensiv touristisch genutzter Fuß- und Radweg (RuhrtalRadweg), von dem in einem Abschnitt der historische Leinpfad unterhalb des Isenbergs abzweigt. Der alte Leinpfad ist für Fußgänger freigegeben.
Wasserwanderer dürfen die Ruhr befahren, müssen sich aber vom rechten, zum Naturschutzgebiet gehörenden Uferbereich mit den Buhnen (einschließlich der Wasserzonen zwischen den Buhnen) fernhalten.

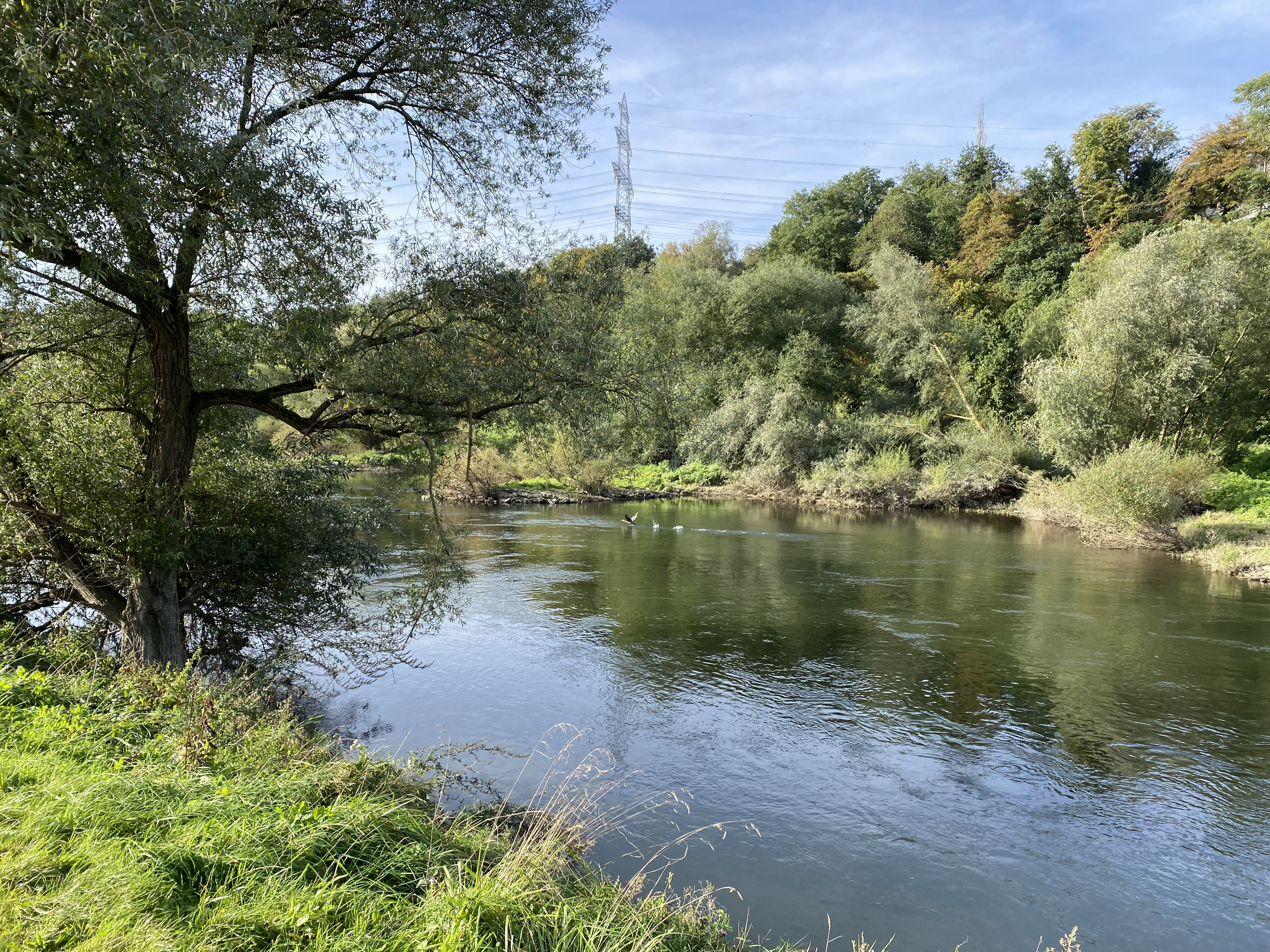
Vogelparadies an der Ostseite der Ruhrschleife
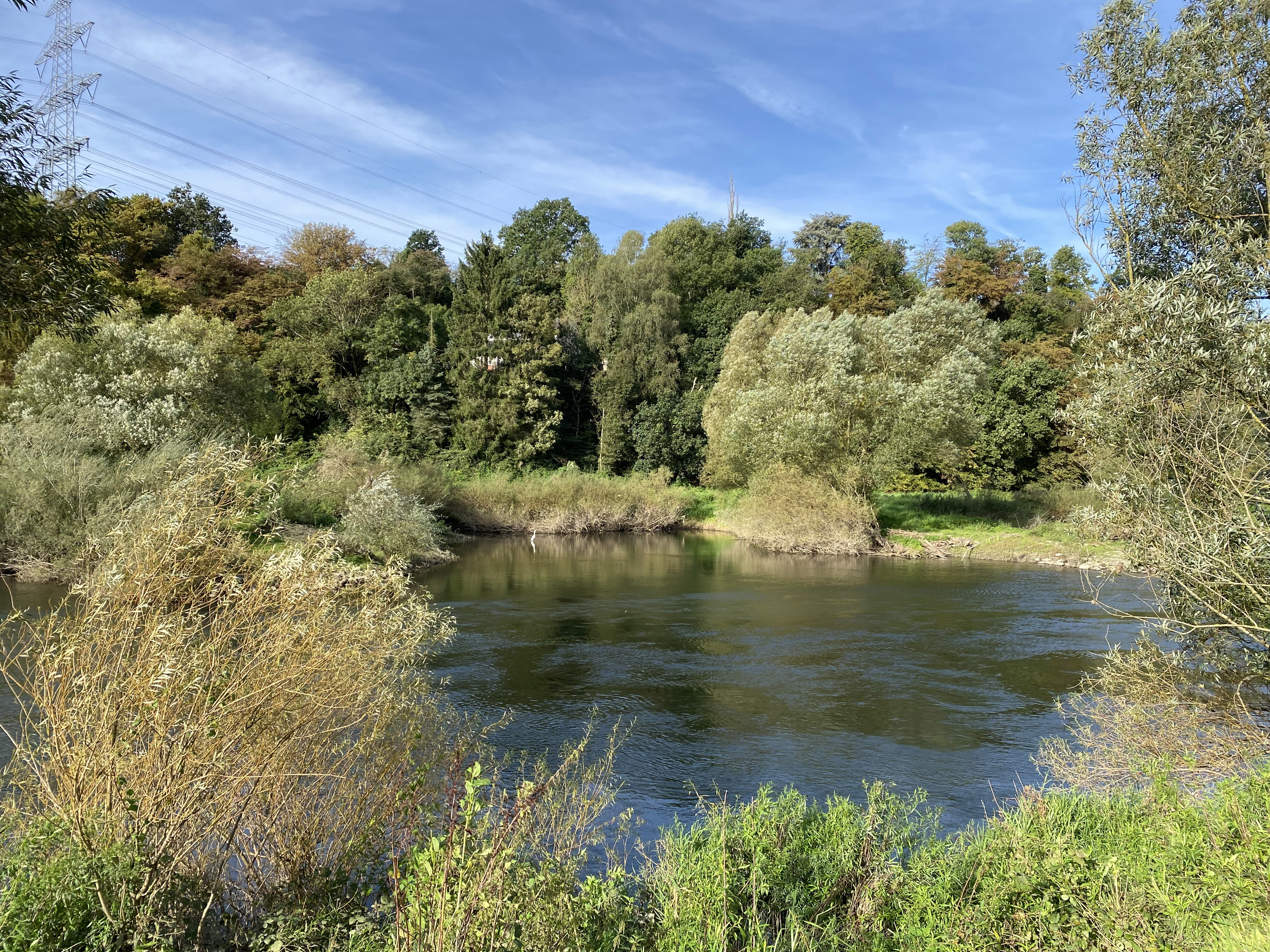
Kormorane, Reiher und Eisvögel jagen in den Buhnen der Ruhr
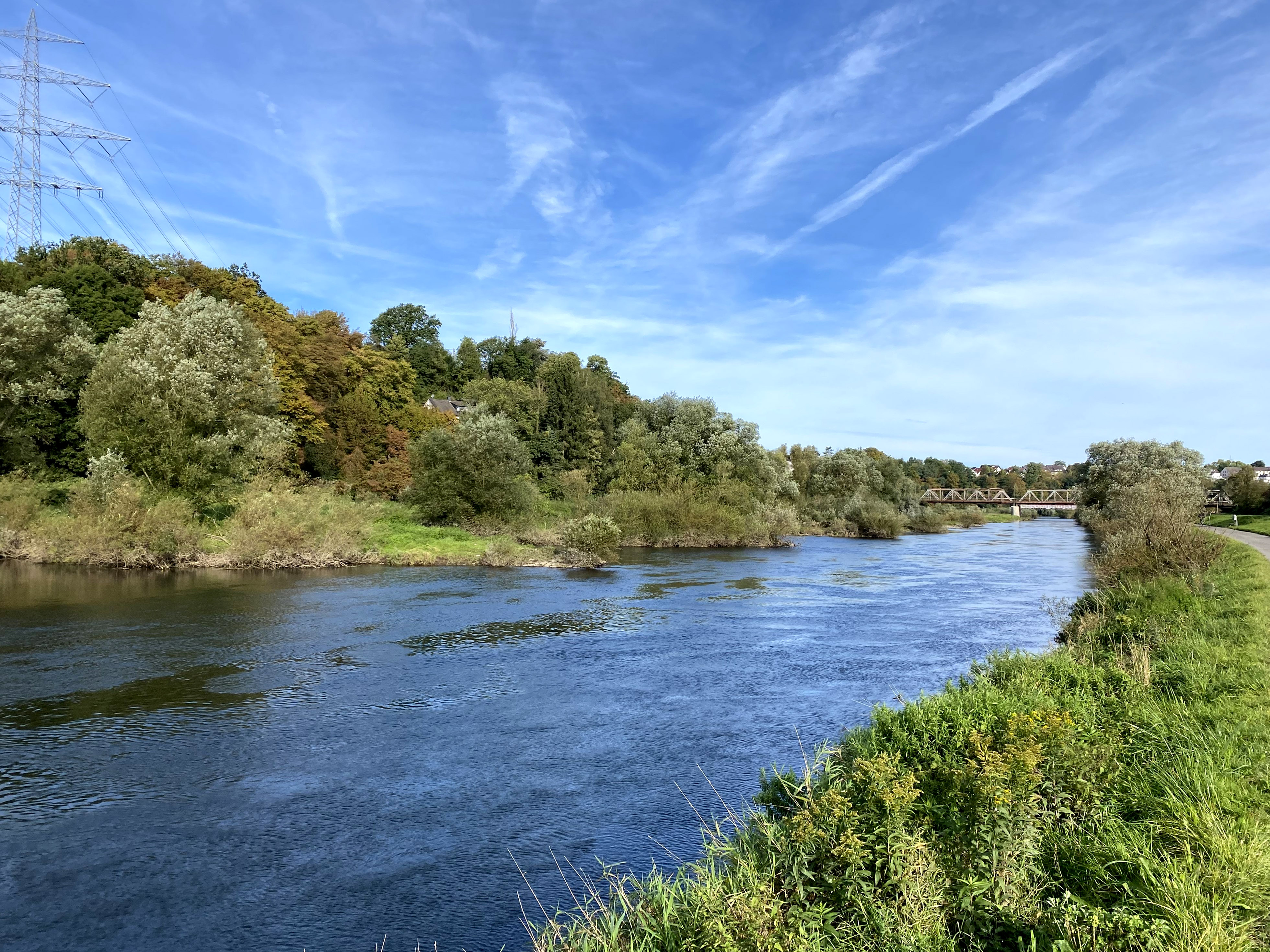
Die Eisenbahnbrücke markiert das nordöstliche Ende des NSG
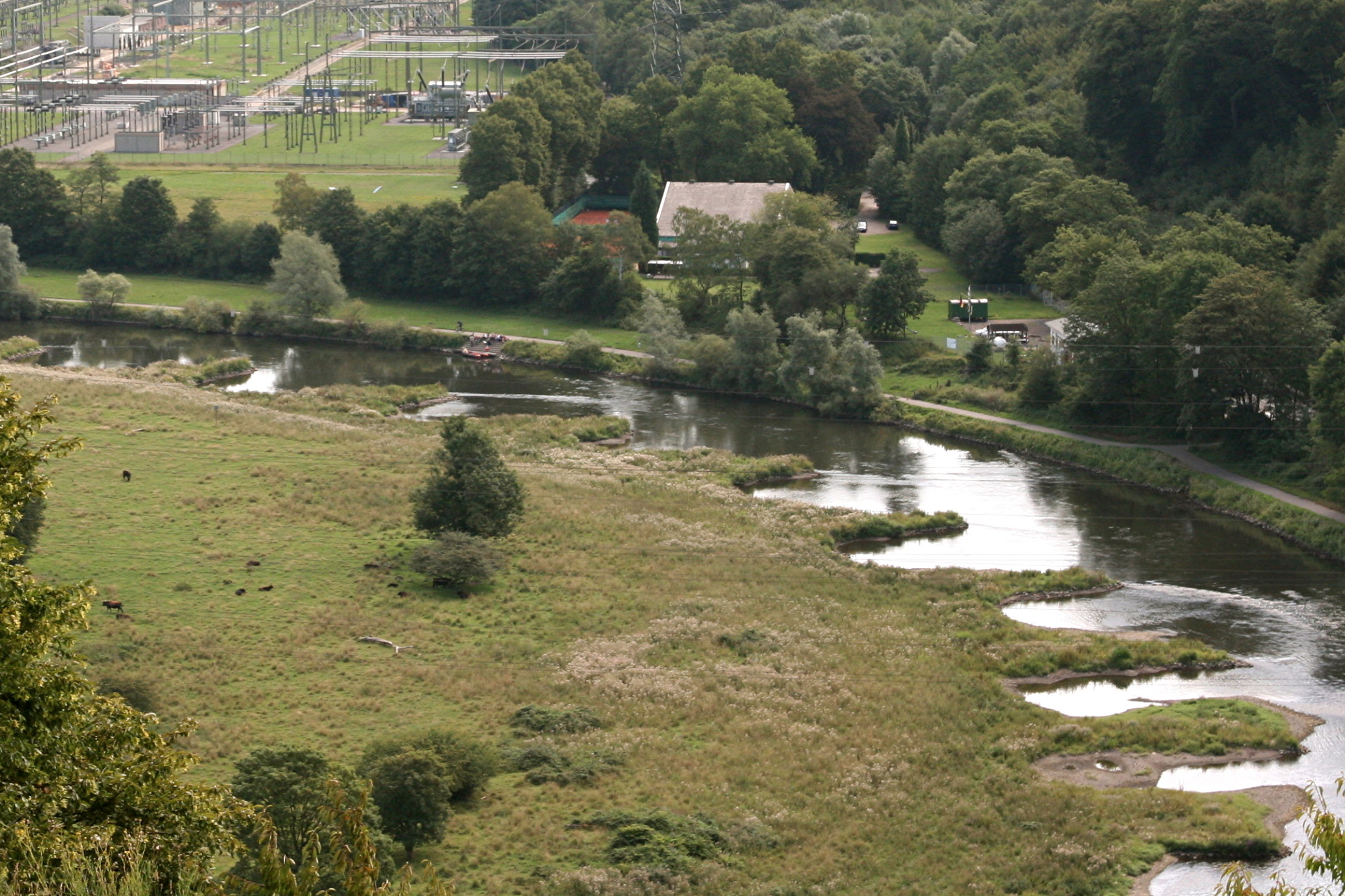
Buhnen am Ruhrufer – Refugien für Fische und Vögel
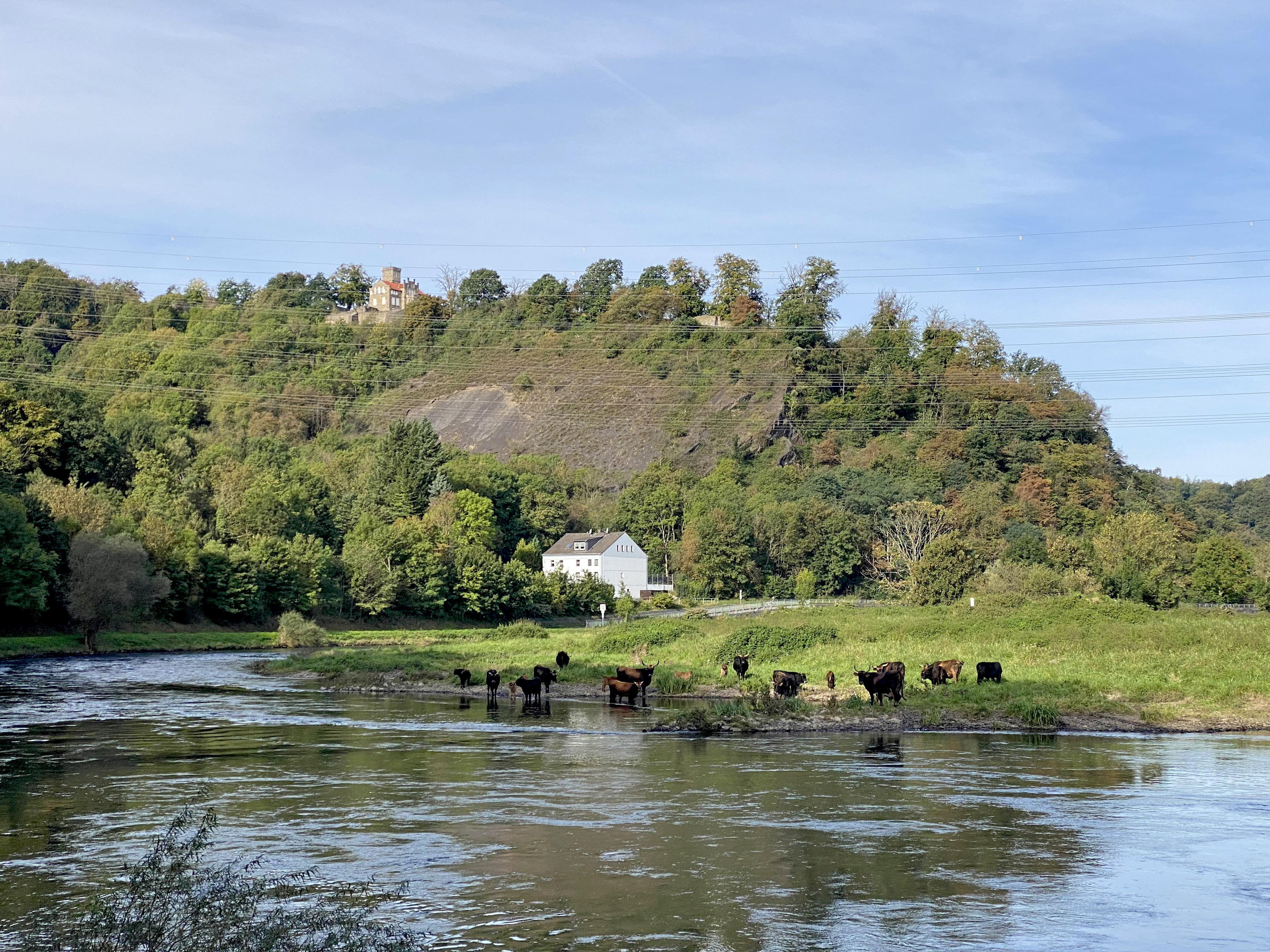
Herde Heckrinder in der Ruhraue an der Isenburg (Hintergrund)
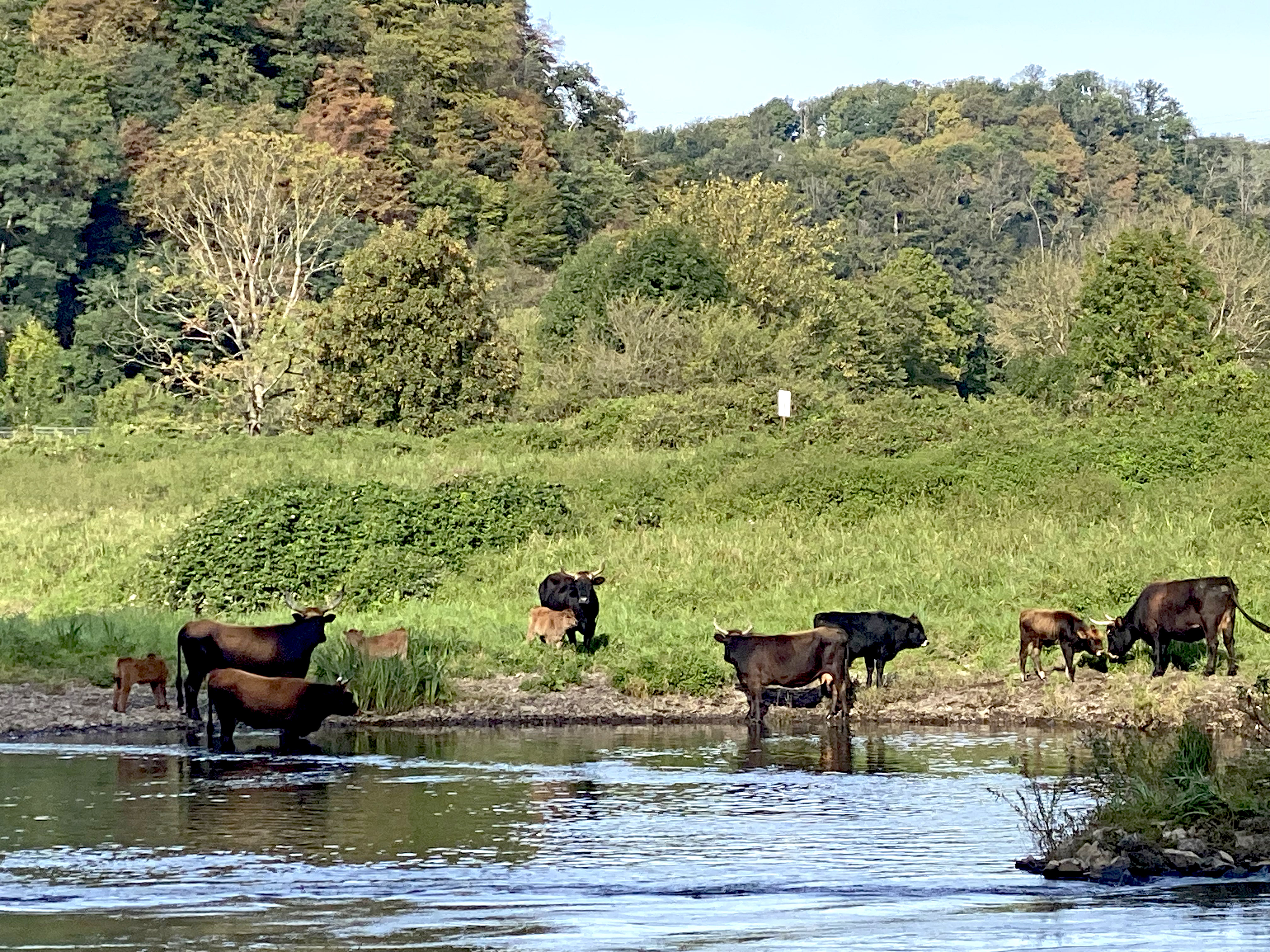
Heckrinder mit Kälbern an der Ruhrschleife
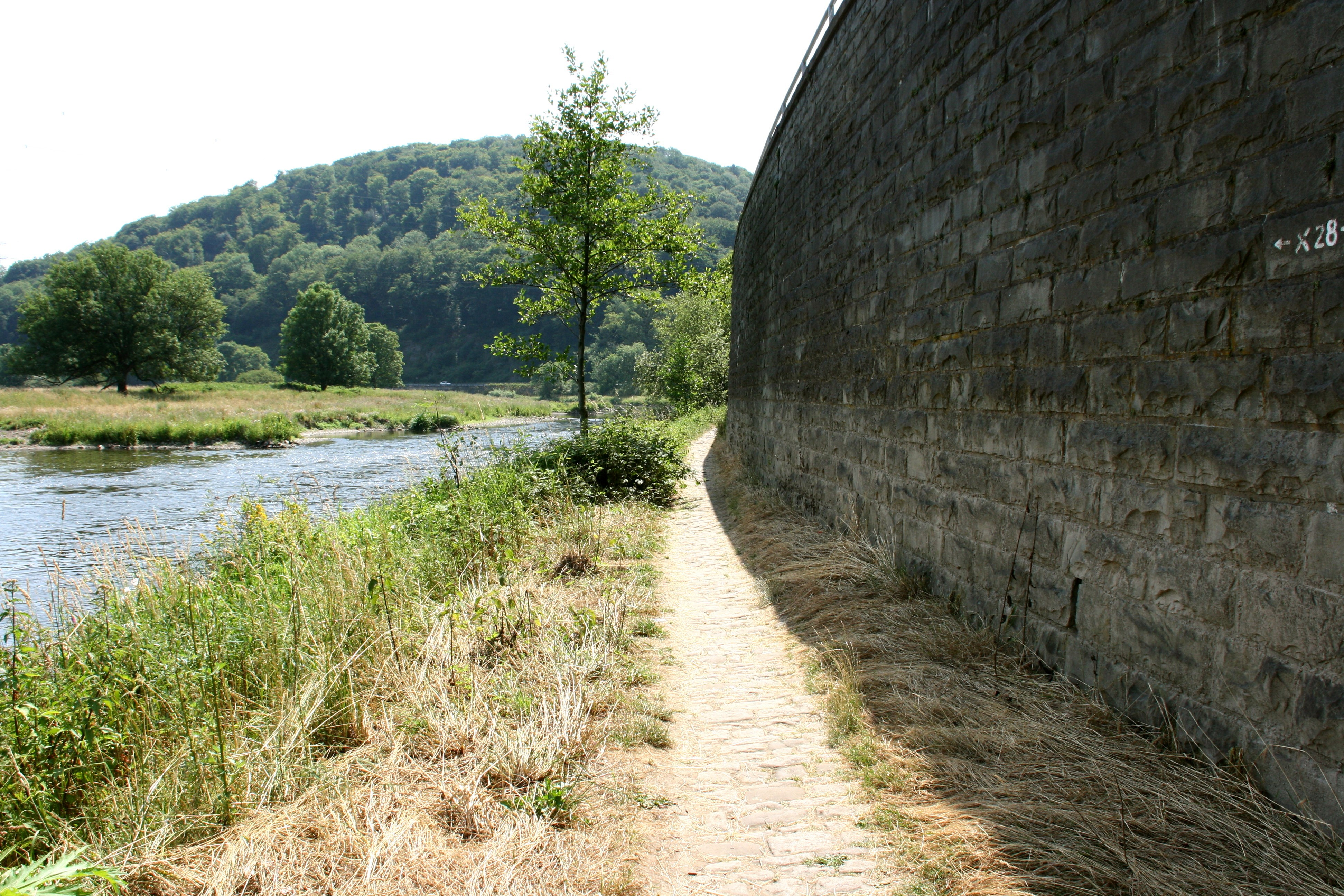
Historischer Leinpfad, NSG am Ufer gegenüber
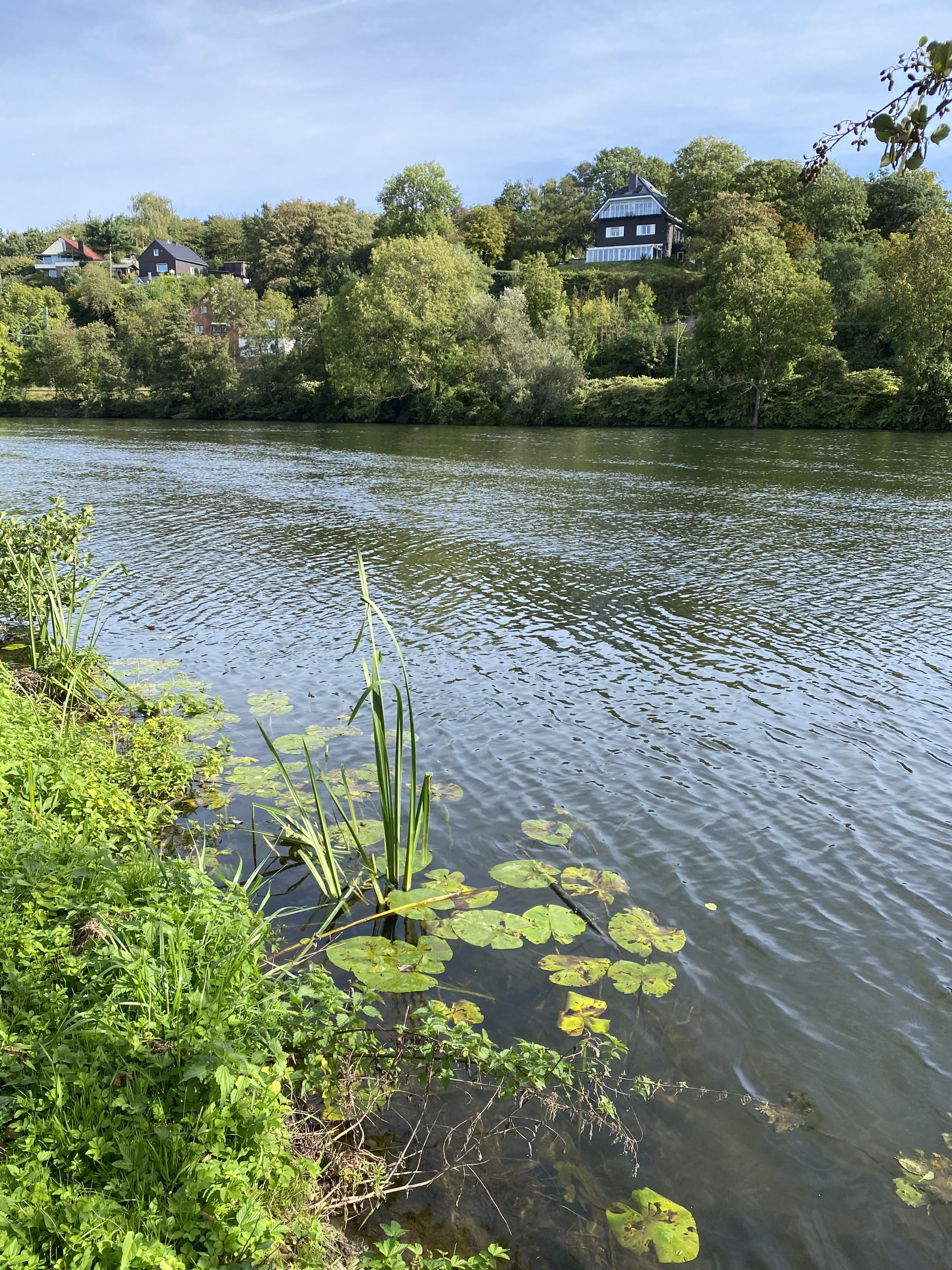
Gelbe Teichrose und Sumpf-Schwertlilie am Ufer der Ruhr
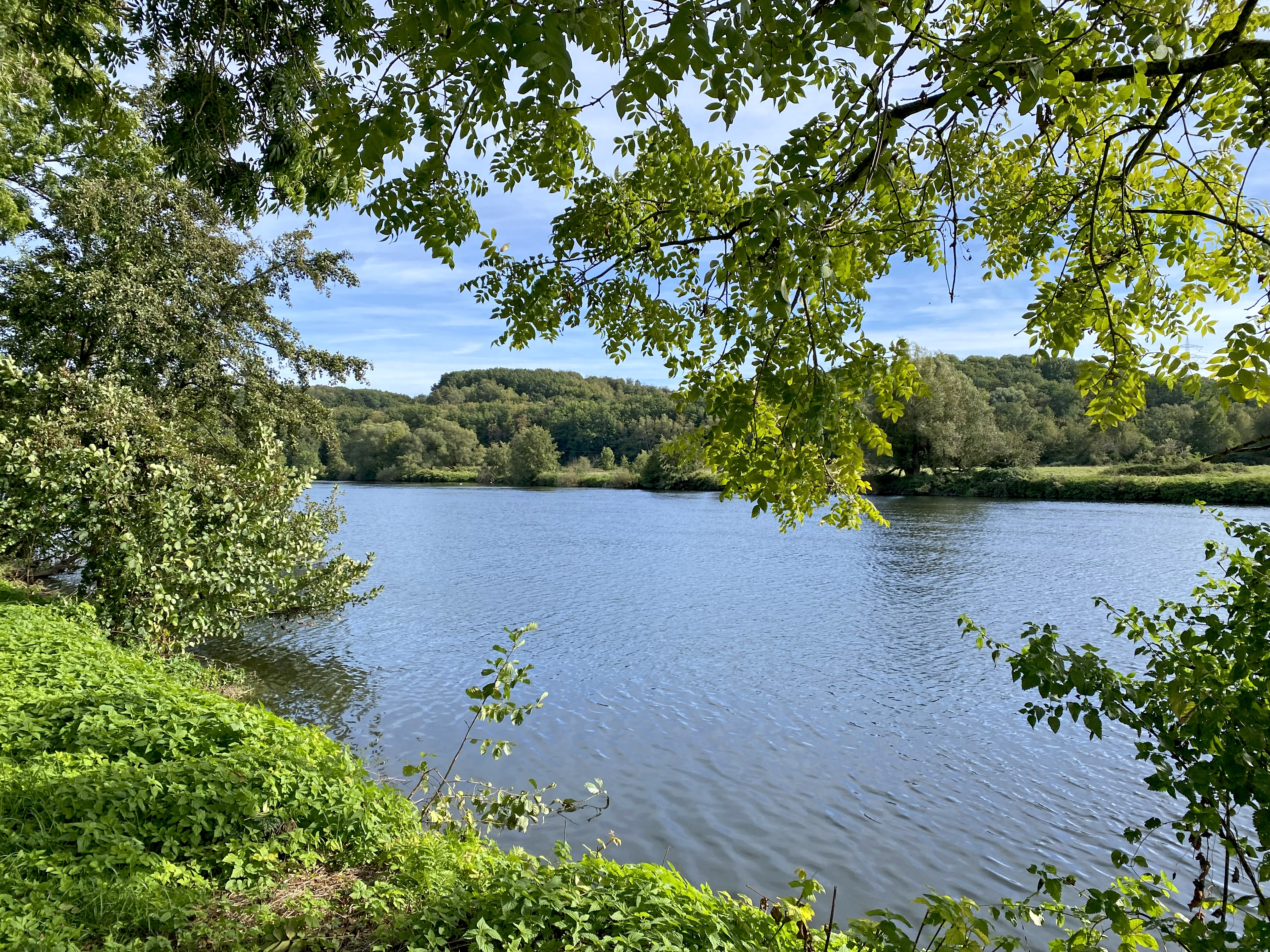
Breite, aufgestaute Ruhr nordöstlich Niederwenigern
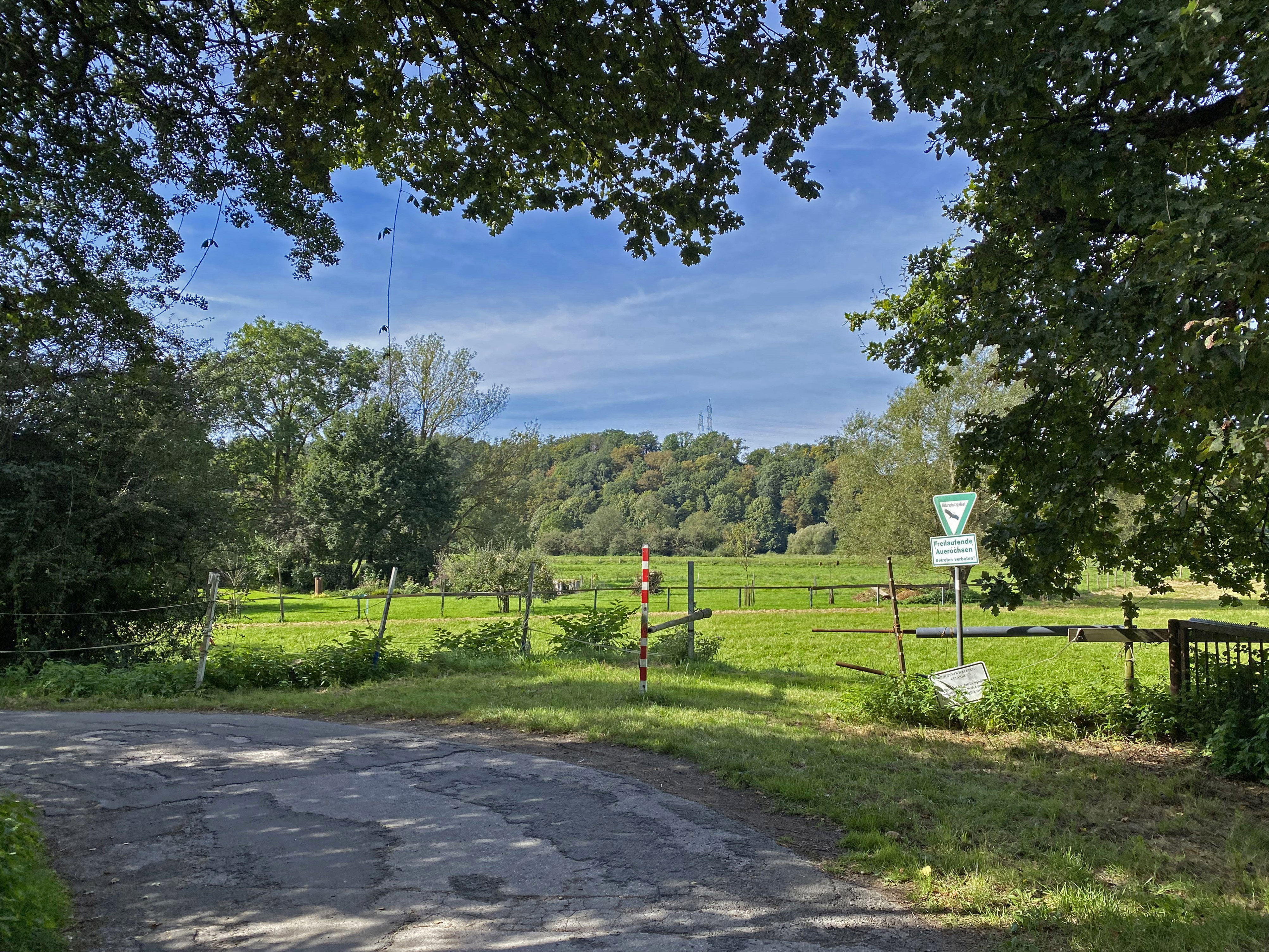
Blick in die Weiden der „Auerochsen“ (Heckrinder)
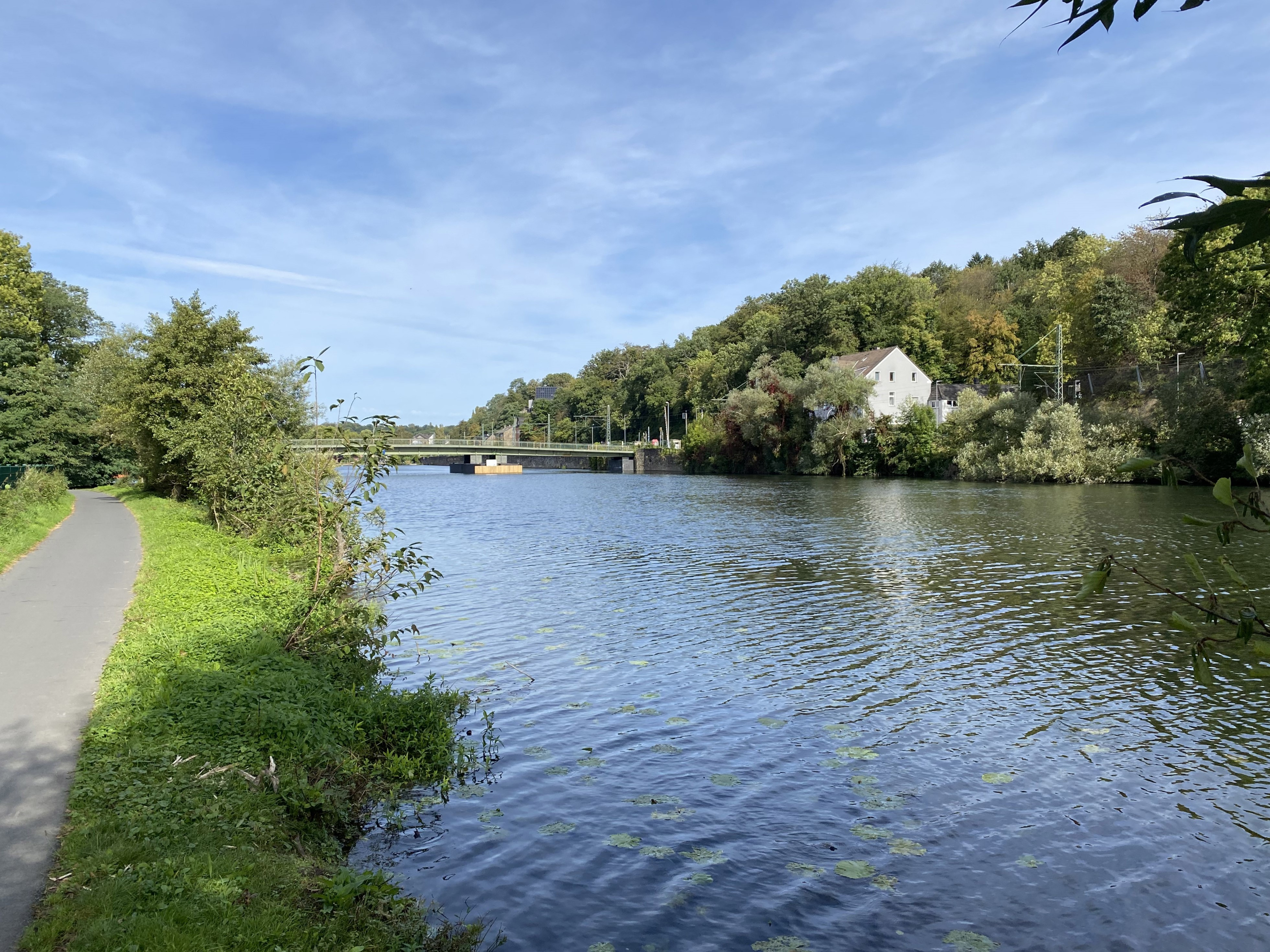
Westlicher Endpunkt des NSG: am rechten Ufer der Ruhr – 340 m vor der Schwimmbrücke Dahlhausen